# ميدان بياليك

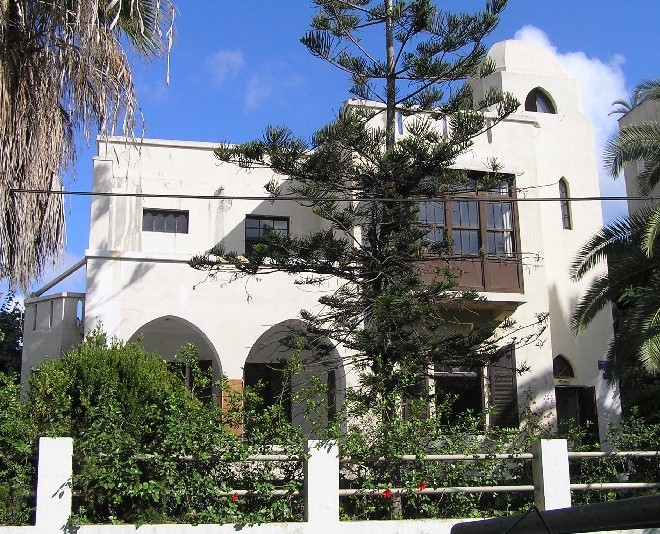
بيت بياليك

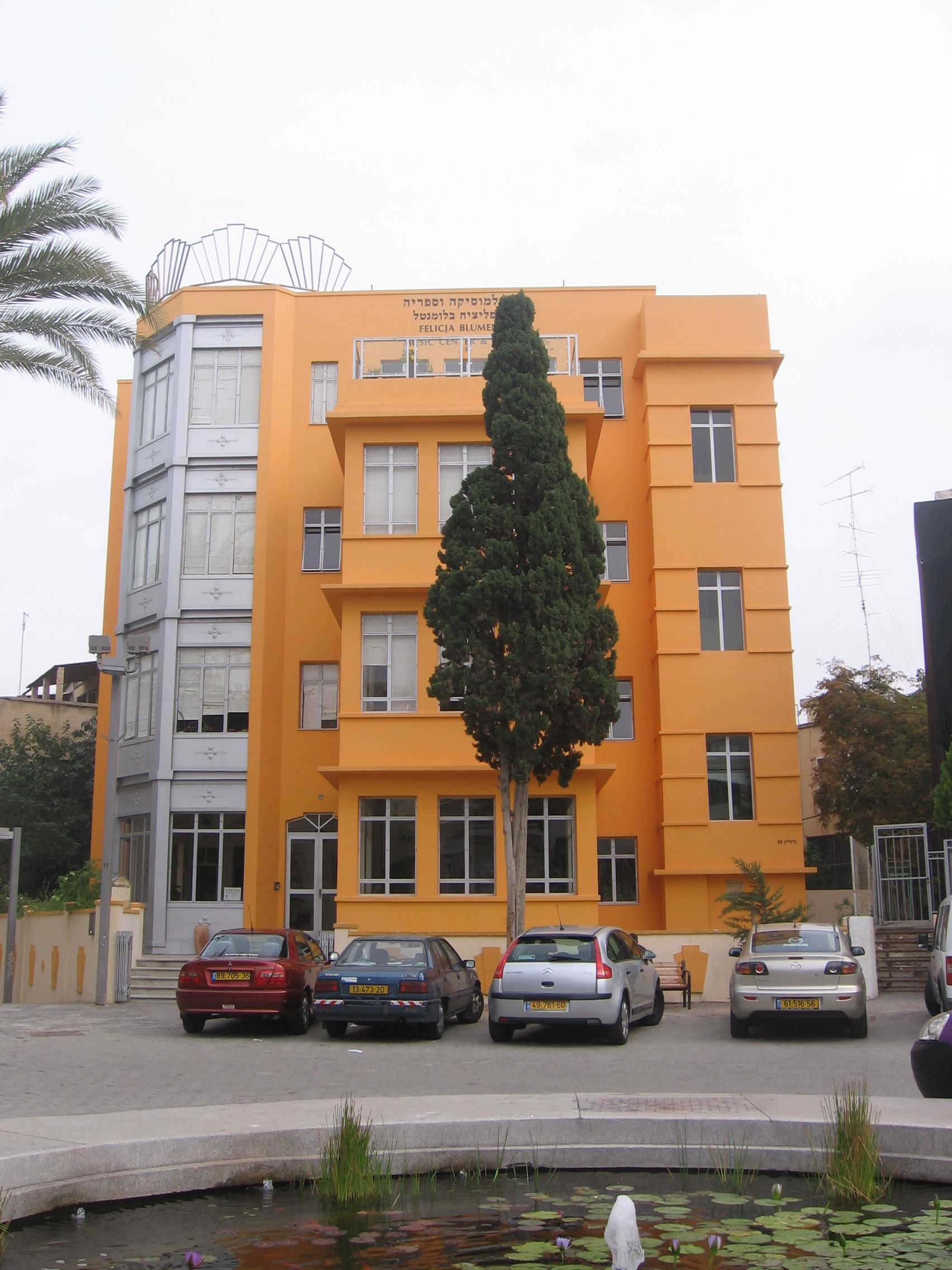
مكتبة ومركز فيليغا بلومنتال الموسيقي

ميدان بياليك هو ميدان في قلب تل أبيب، ويقع عند تقاطع شارعي بياليك وإيدلسون (تقاطع على شكل حرف R). وهو جزء من شارع صغير يحمل نفس الاسم. والميدان والشارع يحدهما جنوبا شارع ألينبي وغربا شارع بينسكر.

## التسمية
سمي الميدان على اسم حاييم ناحمان بياليك - وهو شاعر وكاتب ناقد أدبي ومترجم ومحرر وناشر. ويعتبر الميدان من الأماكن التي سميت بأسماء أشخاص أحياء مثل شارع ألينبي وشارع إيهاد هعام وشارع بوغراشوف).

## الأهمية
ويعد ميدان بياليك واحداً من أهم المواقع التراثية في تل أبيب، نظرًا لمبانيه التاريخية. وعلى الرغم من مساحته الصغيرة، إلا أنه كان مكانا رئيسيا لإقامة الاحتفالات والأحداث في المدينة، بجانب المظاهرات ضد سلطات الانتداب البريطاني، قبل قيام دولة إسرائيل.

## الأماكن الهامة في الميدان

### بيت بياليك
في عام 1926، انتقل بياليك وزوجته مانيا إلى المنزل المجاور للميدان. وكان المنزل في ذلك الوقت من أفخم المنازل في تل أبيب. وقبل وفاته بوقت قصير في عام 1934، غادر منزله في تل أبيب وانتقل إلى رمات غان (التي سميت أحد شوارعها الرئيسية باسمه أيضا). وبعد وفاة الشاعر، تبرعت مانيا، أرملة بياليك، بالمنزل لبلدية تل أبيب، والتي بدورها أعطت لمانيا منزلاً آخر في شارع ميلشيت.

### مبنى البلدية القديم
كان بمثابة المقر الثاني لبلدية تل أبيب، بين عامي 1925 و1965. وتم بناء هذا المبنى من قبل المهندس المعماري موشيه زرنر في عام 1925 كفندق ولكن تم تأجيره للبلدية، وفي عام 1928 اشترته الأخيرة. وفي عام 1971، تم افتتاح متحف تاريخ تل أبيب فيه، وأغلق في عام 2002. وفي عام 2009، تم تجديد المبنى وبناء مركز ثقافي به باسم قاعة مدينة تل أبيب ويافا.

### مباني أخرى
مبنى آخر مجاور للميدان هو مكتبة ومركز فيليغا بلومنتال الموسيقي. بني على الطراز الدولي. ويحتوي شارع بياليك نفسه على مبانٍ أخرى ذات تاريخ، مبنية على أنماط دولية وانتقائية، ولهذا السبب يرى بعض الناس كل مبنى في بياليك على أنه نوع من «المتاحف الحضرية».